# 吴大维
吴大维（英語：David Wu，1966年10月2日—），美籍华人，演员、歌手、主持人。出生于美國麻薩諸塞州接近波士頓的一個小鎮紹斯布里奇，兩歲前舉家移居到臺北，和姊姊就讀台北美國學校，13歲和父母搬回美國西雅圖市。
1986年就讀華盛頓大學二年級時，暑假期間回台北的某一天在Disco被星探發掘，因而拍下人生中第一部電影。接下來的二年內，為學業、事業美國、臺北兩地奔波。大學畢業後，選擇在亞洲工作，並住在香港繼續演藝事業。2019年採訪中表示，已和經友人介紹之臺灣女友2018年低調結婚，並將生活重心放在臺灣。

## 作品

### 主持
Channel V
- 《大潮流》
- 《吳滿秀》（Wu Man Show）
- 《銀幕空間》（The Ticket）
- 《No Sweat》
- 《Go West》
- 《鬥秀場》
- 《WuTan Gang》
- 《百事可樂中文TOP20》

中國電視公司
- 《超級黃金線》
- 《顛覆地球》

年代綜合台
- 《娛樂大風暴》

MOMOTV
- 《東南亞職業籃球聯賽》（臺北富邦勇士主場英文主播）[1]

Xycle Media
- 《跟著大維一起吃》

飛碟電台
- 《吳大維野蠻秀》

### 唱片專輯
- 1993年《隱藏的愛》（華語專輯）
- 1995年《亞洲呼啦啦》（華語專輯）

### 電影配音
- 1993年：阿拉丁：精靈（唱歌時）
- 2000年：玩具總動員2：巴斯光年
- 2010年：玩具總動員3：巴斯光年

### 電視劇
| 年度   | 劇 名                           | 飾 演    |
| ------ | ------------------------------- | -------- |
| 1992年 | 李小龍傳                        | 李小龍   |
| 1997年 | 千秋家國夢                      | 許子维   |
| 1998年 | 星座男女系列第6單元「小鎮之戀」 | 梁超永   |
| 2000年 | 難得有情人                      | 梁浩     |
| 2000年 | 上錯樓梯睡錯床                  | 羅偉德   |
| 2000年 | 亞當週記                        | 周亞當   |
| 2002年 | 緣海情天                        | 丁震     |
| 2002年 | 從台北到上海                    | 林世雄   |
| 2003年 | 刑警的故事                      |          |
| 2004年 | 偷龍轉鳳2皇后進宫               | 正康     |
| 2005年 | Shooting Stars                  | George   |
| 2006年 | 艾曼紐要怎樣                    | 張賀     |
| 2017年 | 大話西遊之愛你一萬年            | 菩提老祖 |
| 2019年 | 新白娘子傳奇                    | 呂洞賓   |
| 2020年 | 愛的廣義相對論—明晚 空中見      | 田少青   |
| 2020年 | 親愛的續杯                      | 楊大沖   |
| 2022年 | 良辰吉時                        | 郭大哥   |
| 2024年 | 但願人長久                      | 季飛     |

### 廣告
- 1988年：拿破侖vsop [2]
- 1989年：Baleno [3]
- 1996年：Head & Shoulders [4]

### 著作
- 2004年：《Talk da Talk 洋腔洋調VOL.1》，如何出版社，ISBN 9861360255
- 2004年：《Talk da Talk 洋腔洋調VOL.2》，如何出版社，ISBN 9861360255

### 電影
| 年 份  | 片 名                      | 角 色      |
| 1987年 | 我有話要說                 |            |
| 1987年 | 好小子4穿越時空的小子      | 張貝爾     |
| 1988年 | 今夜星光燦爛               | 張天安     |
| 1989年 | 富貴開心鬼                 | 包有路     |
| 1990年 | 洗黑錢                     | 大偉       |
| 1991年 | 難得有情郎                 | 梁浩       |
| 1991年 | 大鬧廣昌隆                 | 馬光燊     |
| 1991年 | 女機械人                   | 小周       |
| 1991年 | 莎莎嘉嘉站起來             | 雷         |
| 1993年 | 霸王別姬                   | 紅衛兵     |
| 1993年 | 同居關係                   | ALEX       |
| 1993年 | 只要為你活一天             |            |
| 1994年 | 男兒當入樽                 | 吳灌男     |
| 1994年 | 我和春天有個約會           | 沈家豪     |
| 1995年 | 烈火戰車                   | 大衛關     |
| 1996年 | 七月十三之龍婆             |            |
| 1996年 | 風月                       | 景雲       |
| 1996年 | 虎度門                     |            |
| 1996年 | 我也有爸爸                 | 林天海     |
| 2000年 | 月亮的秘密                 |            |
| 2000年 | 鬼子来了                   | 高少将     |
| 2003年 | 火爆警探                   |            |
| 2004年 | 獨自等待                   |            |
| 2010年 | 我的美女老板               | 艾瑪之表哥 |
| 2014年 | 活路：妒忌私家偵探社       | 宋毅       |
| 2016年 | 洛杉磯搗蛋計劃             | 杜老板     |
| 2017年 | 反轉人生                   |            |
| 2018年 | 我是你媽                   | 老師       |
| 2019年 | 下半場                     | 許威鴻     |
| 2020年 | 鬥破亂世情                 |            |
| 2024年 | 糟糕！我又吸走別人的念頭了 |            |
| 2025年 | 謊島美人魚                 |            |